# Samuel Heinicke
Samuel Heinicke, född 10 april 1727, död 29 april 1790, var den tyska dövstumsundervisningens grundläggare.
Heinicke var folkskollärare och kantor i Eppendorf vid Hamburg, och upprättade 1778 i Leipzig den första tyska dövstumskolan, vilken han förestod till sin död. Livligt intresserad för införandet av ljudmetoden vid undervisningen i folkskolan, tillämpade han under inflytande av Johann Konrad Ammann densamma även vid undervisningen av dövstumma. Därvid vann han så lysande resultat och gav dessutom en så god vetenskaplig motivering för denna metod, att han vann en mängd efterföljare och därigenom blev dennas, "den tyska metodens", talmetodens, skapare. Heinicke försvarade med iver sin grupp mot angrepp från "den franska metodens grundläggare, Charles-Michel de L'Épée. Heinicke utgav flera betydelsefulla skrifter.